# Благовєщенськ
Благовє́щенськ, Благовіщенськ — місто, центр Амурської області, Росія. Пристань на річці Амурі при впадінні в неї річки Зеї навпроти китайського міста Хейхе. Є залізнична станція. За 20 км на північно-захід від Благовєщенська знаходиться Міжнародний аеропорт «Ігнатьєво».
Належить до поселень Зеленого Клину.

## Історія
Засноване 1856 року капітаном російського війська Я. Дяченком як козача станиця Усть-Зейська.
1910 року в Благовіщенську за ініціативи міської влади з нагоди 50-ї річниці смерті Тараса Шевченка одна з міських шкіл отримала його ім'я. Першу українську організацію в Благовіщенську — «Український клуб» було створено 1911 року.
Місто було одним з найважливіших осередків українського національного руху на Зеленому Клині у 1917—1922 роках. Після Лютневої революції в Росії наприкінці травня 1917 року в Благовіщенську відбувся Амурський український обласний з'їзд, на якому було обрано Амурську Обласну Українську Раду. В 1917—1922 у місті діяла Благовіщенська Українська Громада, а в 1918—1922 — Благовіщенська Українська Окружна Рада та український кооператив «Українець». У 1917 в Благовіщенську було створено «Просвіту». У місті виходили газети «Українська Амурська справа» (1917), «Амурський українець» (1920).
У 1921—1922 в період існування Далекосхідньої Республіки в місті було відкрито українську початкову школу.
Під час переведення політики українізації 1931—1932 років у Благовіщенському агропедагогічному інституті існувало українське відділення.

## Населення
За переписом населення 1926 року в Благовіщенську мешкало 61 205 осіб. У тому числі 3284 українців (5,4 %, у 1923 році — 1802), 50 996 росіян (83,3 %), 3898 китайців (7 %), 552 євреїв, 511 татарів, 444 білорусів, 378 корейців, 335 поляків та інші.
У наступні роки населення змінювалося так:
- 1959 — 94 000
- 2002 — 219 000
- 2005 — 217 000

## Промисловість
Суднобудівний, судноремонтний заводи, меблева, сірникова, швейна фабрики, підприємства харчової промисловості.

## Освіта
Педагогічний, медичний, сільськогосподарський інститути; геологорозвідувальний, сільськогосподарський, зооветеринарний, лісотехнічний, комунально-будівельний, фінансово-кредитний технікуми; річкове і педагогічне училища.

## Культура
Краєзнавчий музей, драматичний театр.

## Відомі особистості
- Підгаєцький Володимир Володимирович (1914—1991) — доктор технічних наук, заслужений діяч науки і техніки України
- Стриженов Олег Олександрович (1929—2025) — радянський і російський актор театру і кіно
- Захаров Юрій Васильович (1930—2006) — український кораблебудівник, вчений у галузі енергетики водних суден, холодотехніки та кондиціювання газів, дійсний член низки українських та закордонних Академій наук.
- Косіцин Михайло Вікторович (1948—2010) — російський валторніст і музичний педагог, соліст симфонічного оркестру Новосибірської філармонії, артист оркестру Новосибірського театру музичної комедії, професор Ростовської консерваторії, заслужений артист РРФСР.

## Галерея

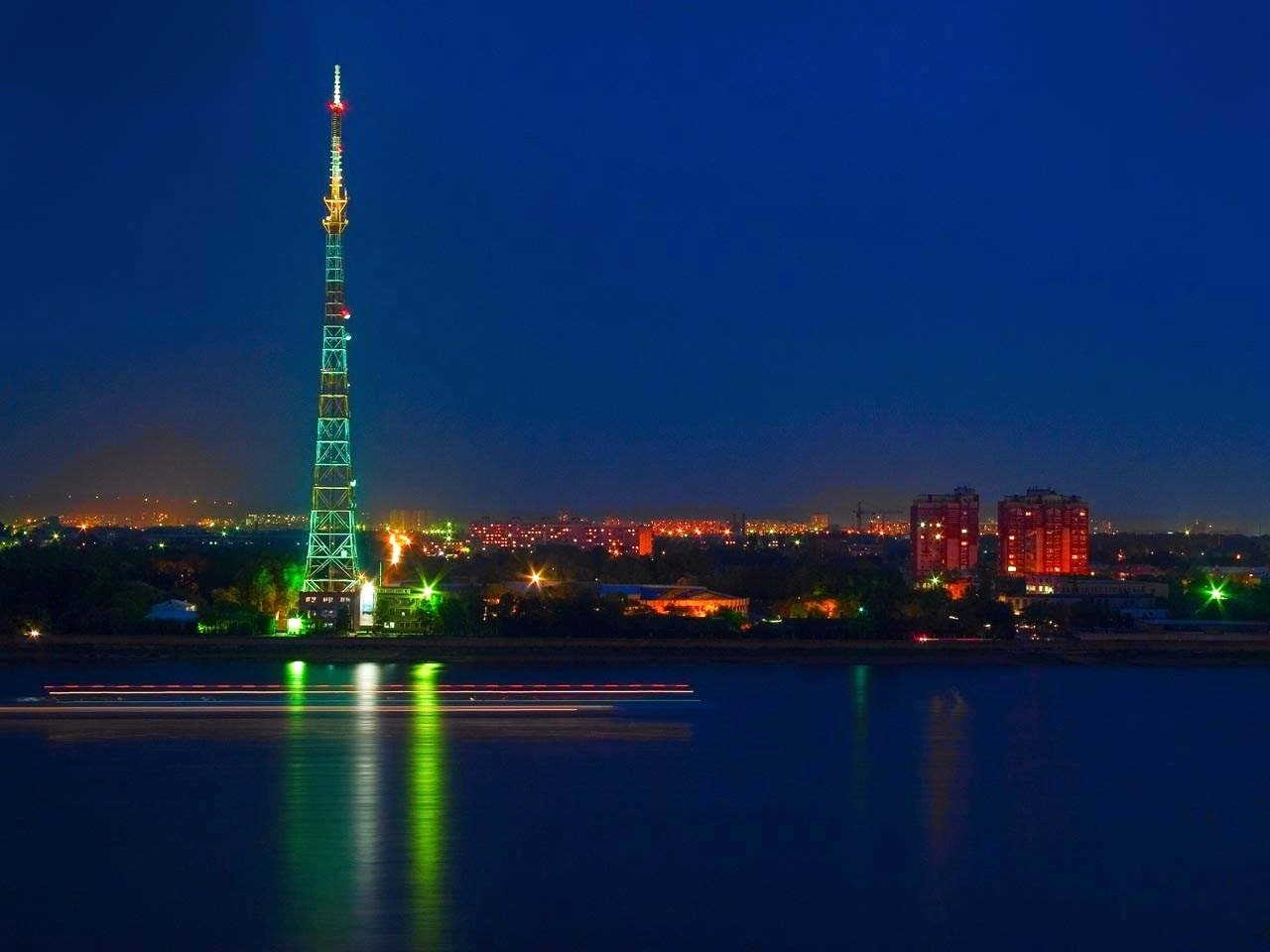
Благовєщенська телевежа вночі
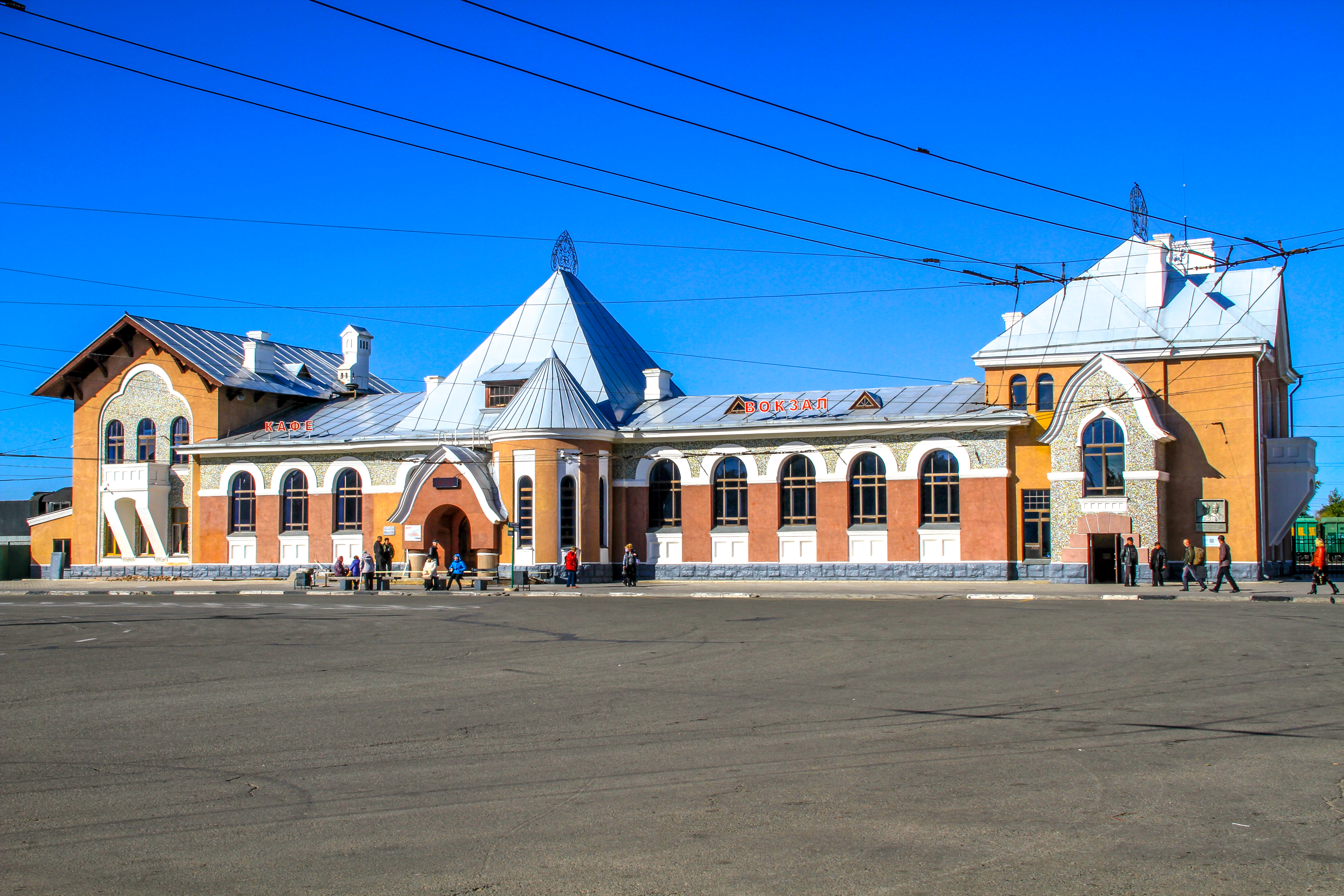
Будівля залізничного вокзалу
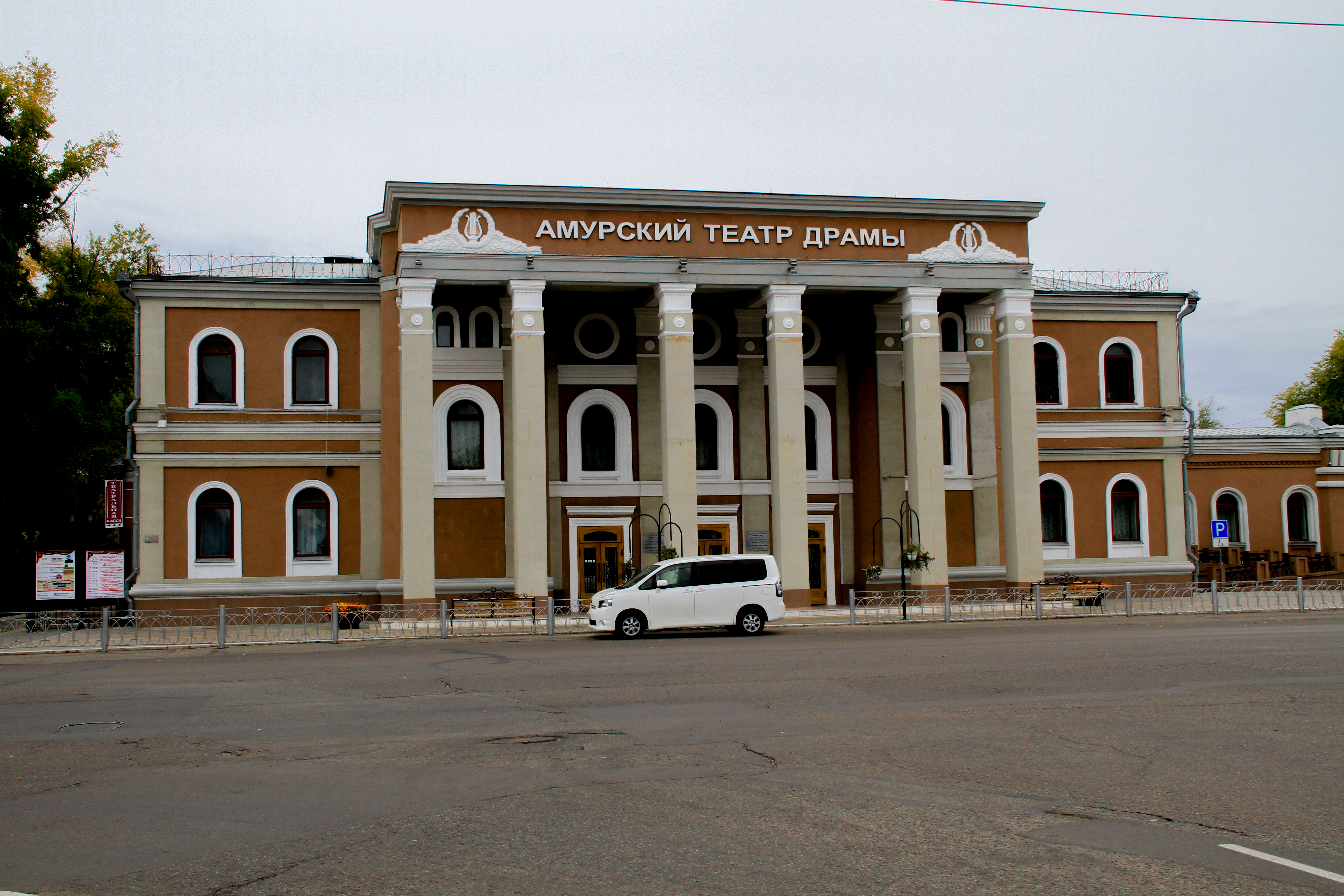
Амурський обласний театр драми
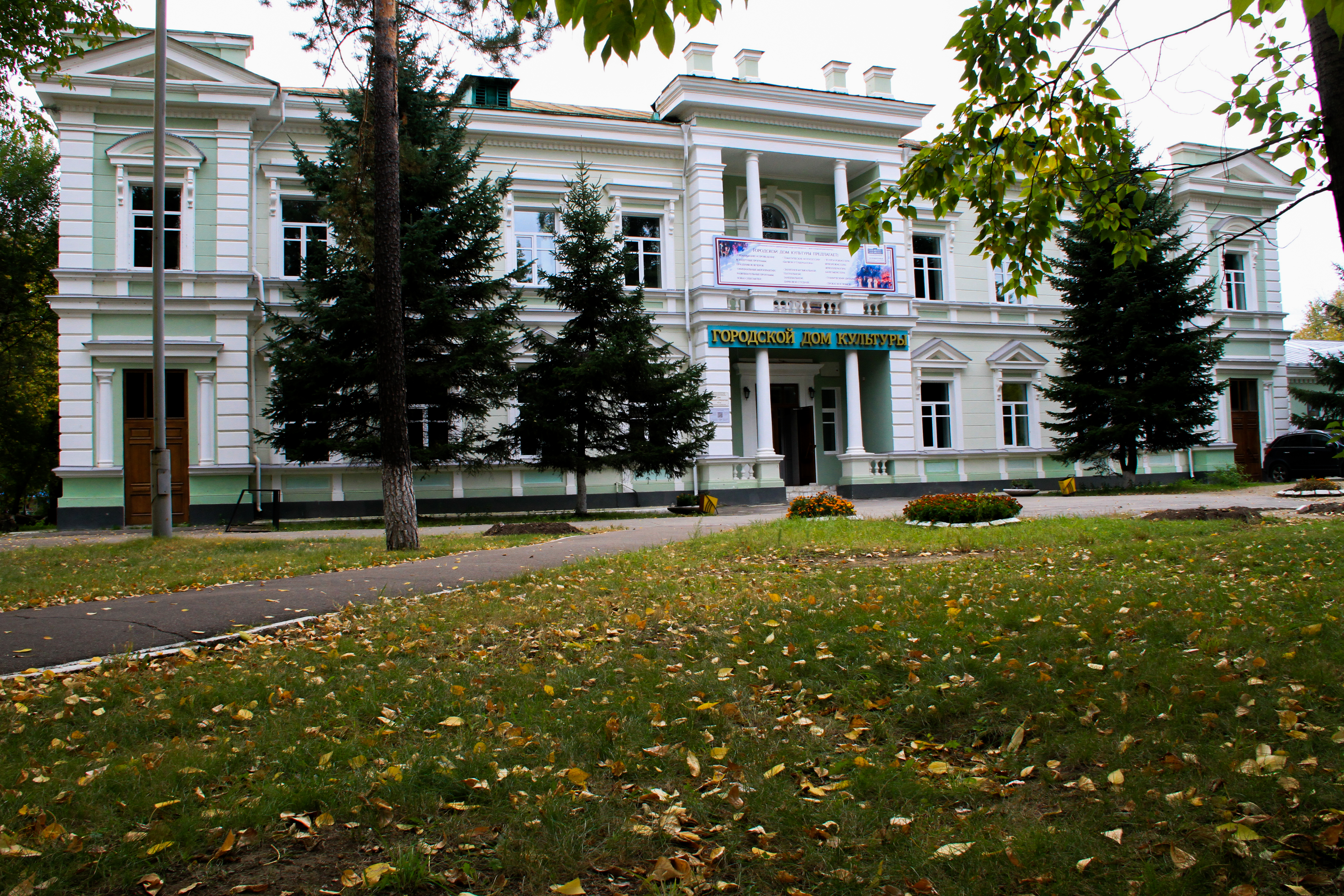
Міський будинок культури
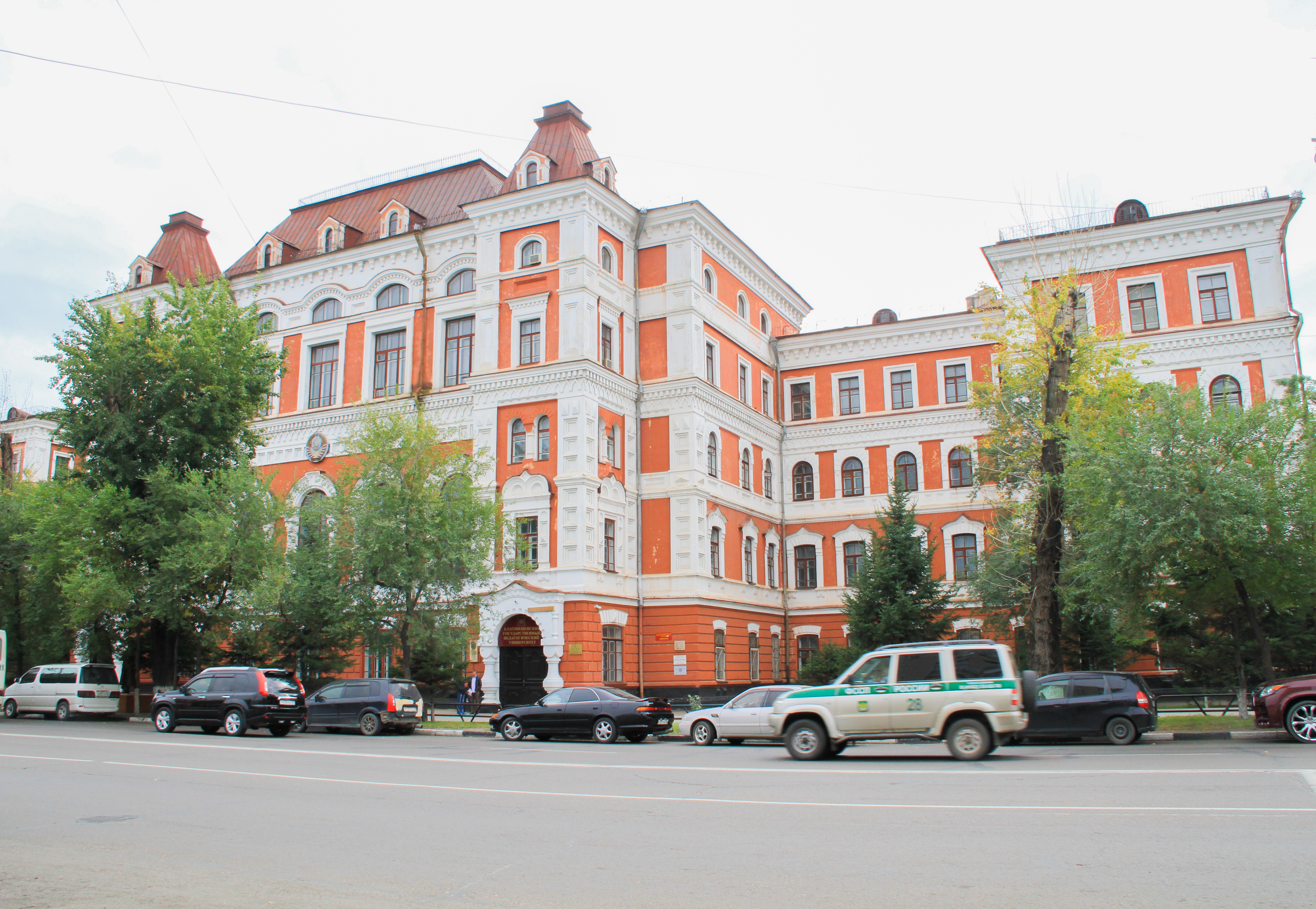
Благовєщенський державний педагогічний університет
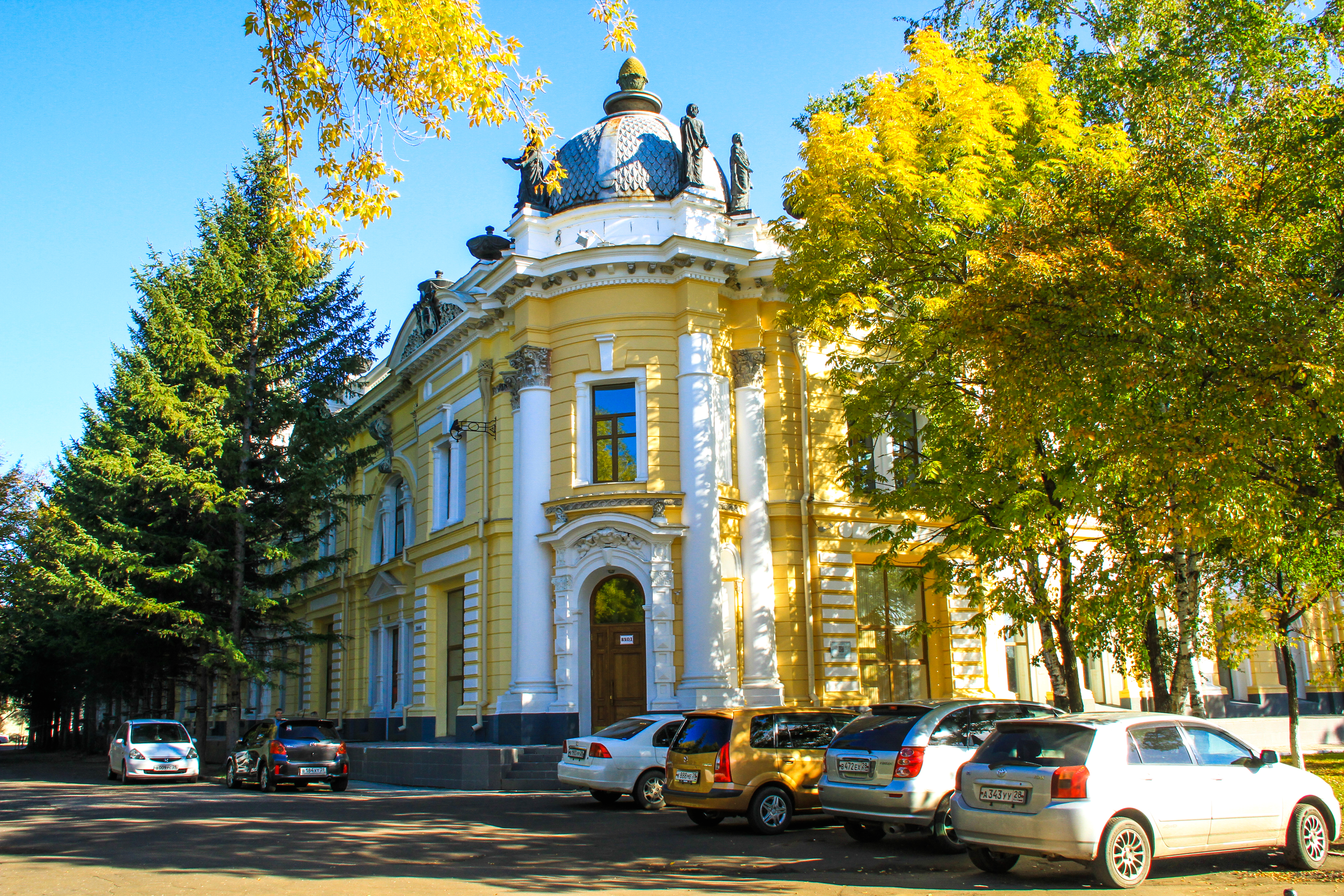
Торговий будинок, вул. Хмельницького, 1
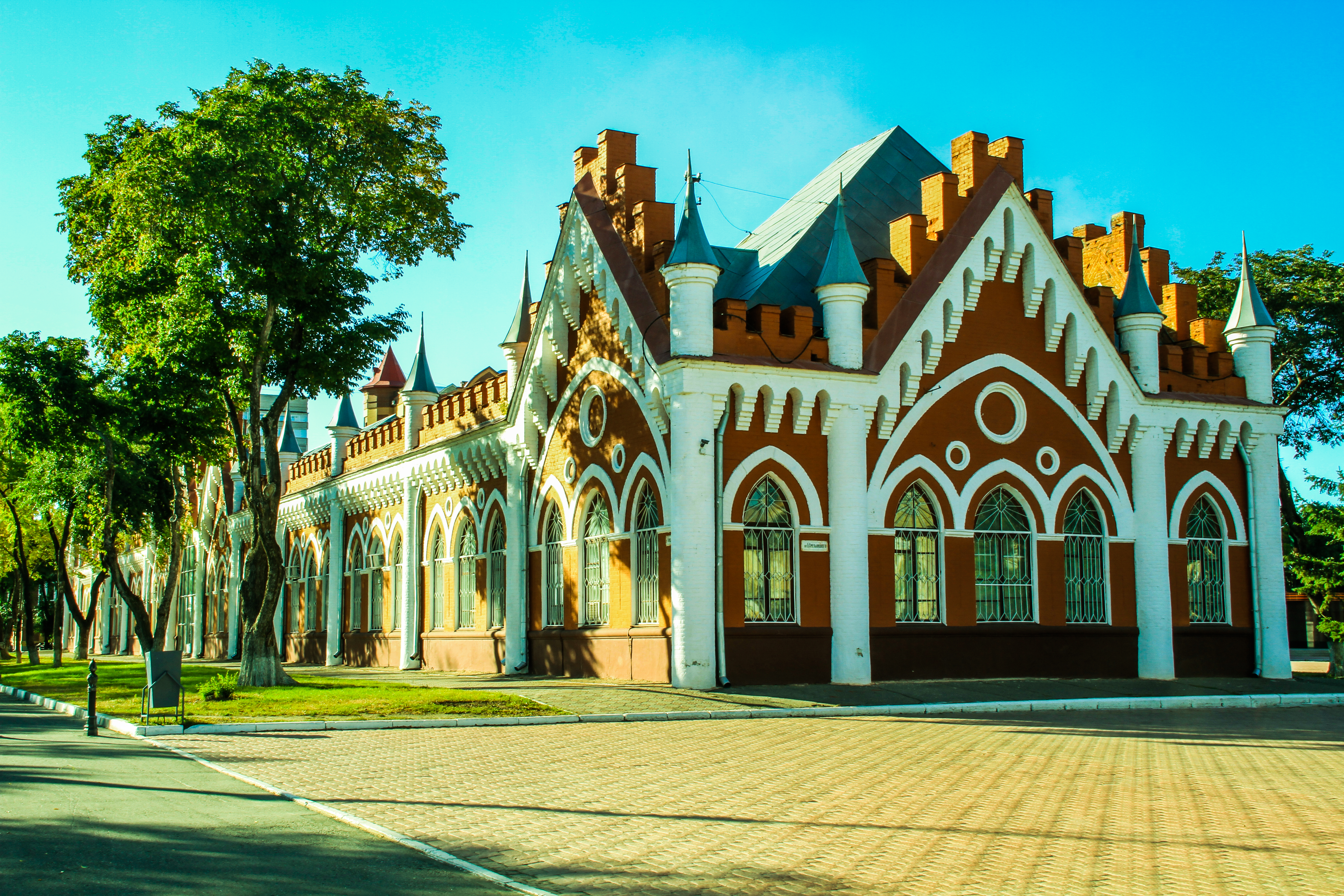
Будівля торгових рядів, вул. Хмельницького, 2
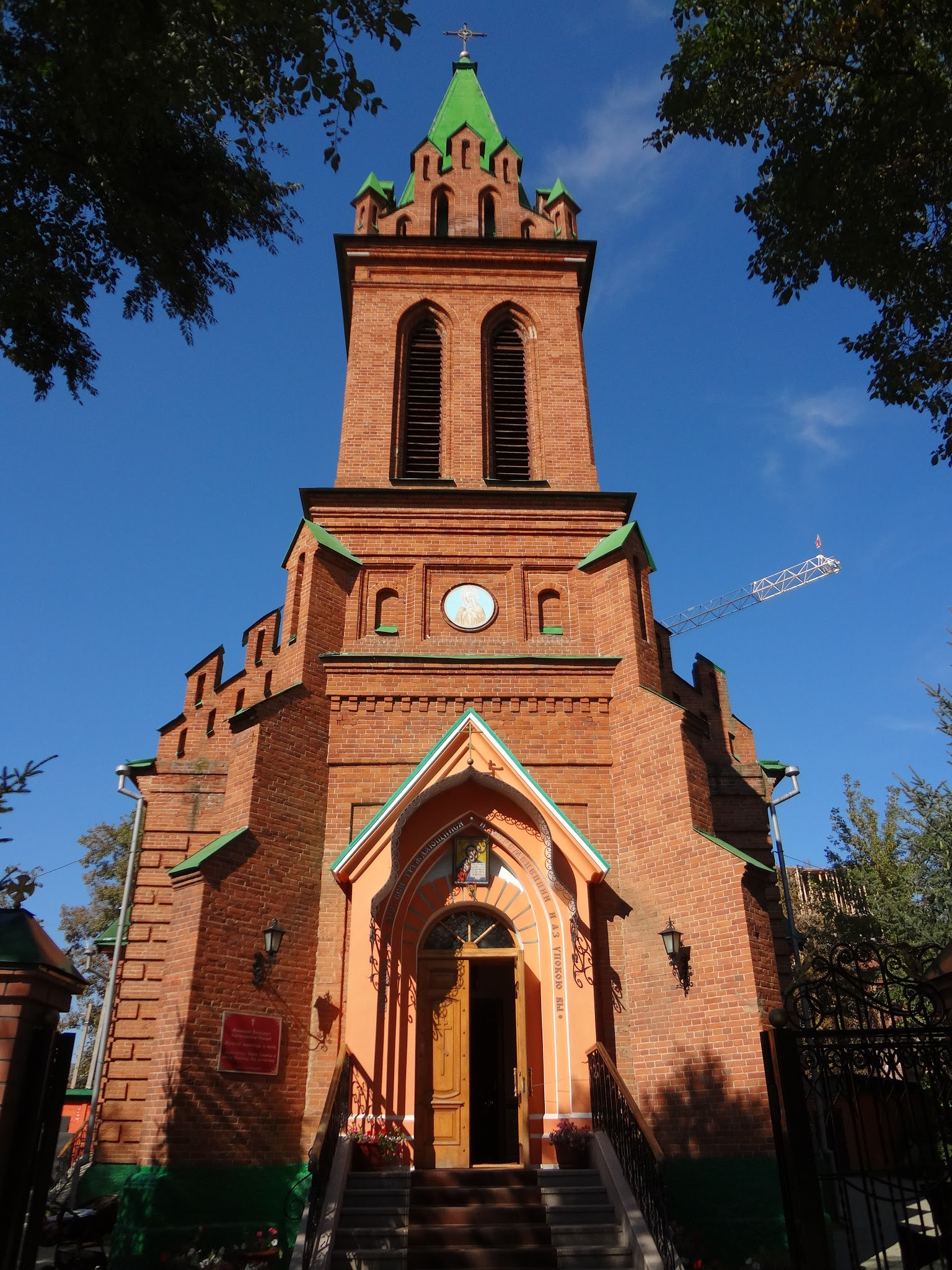
Гавриїло-архангельський чоловічий монастир
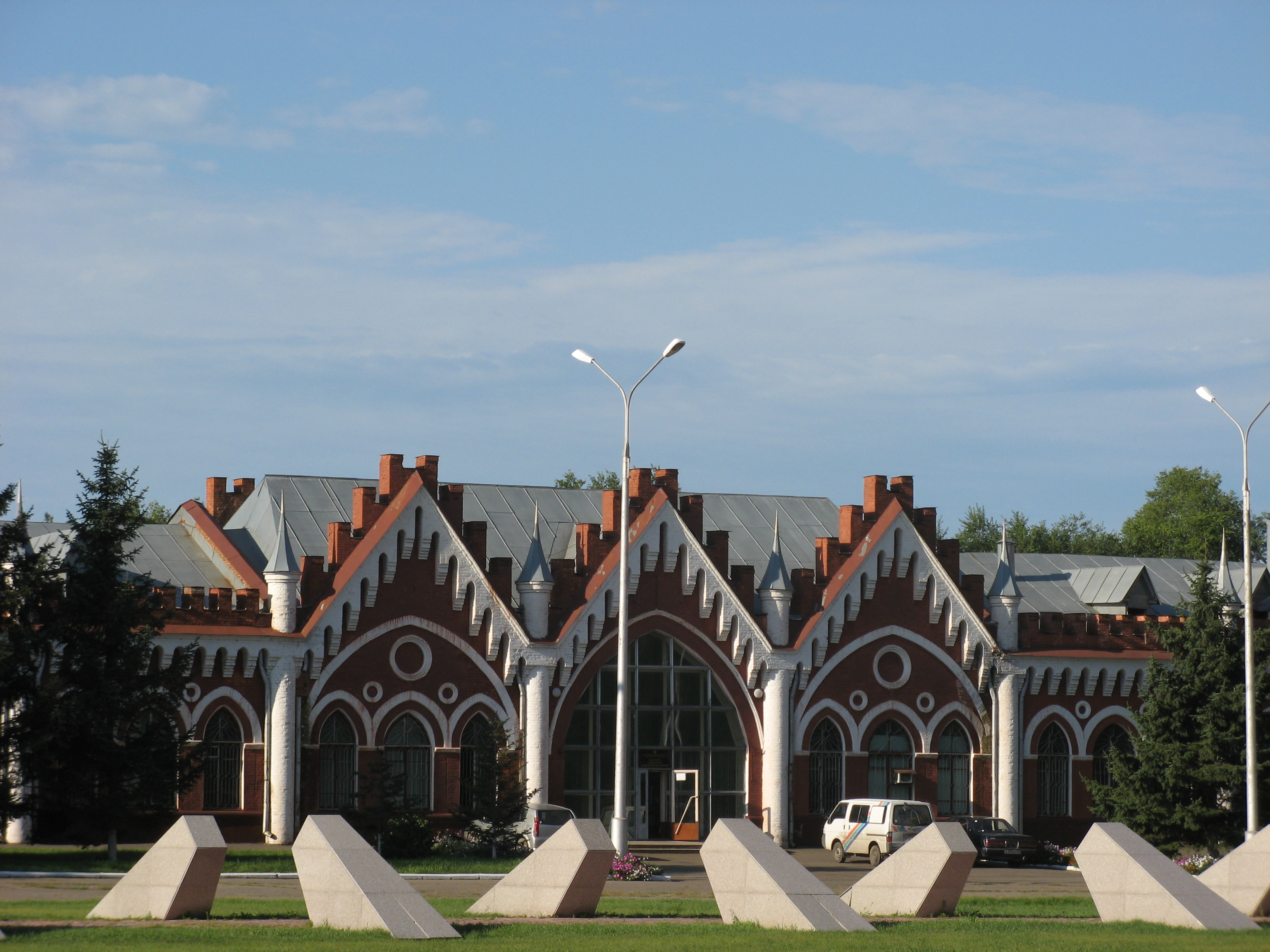
Будівля Інституту геології і природокористування
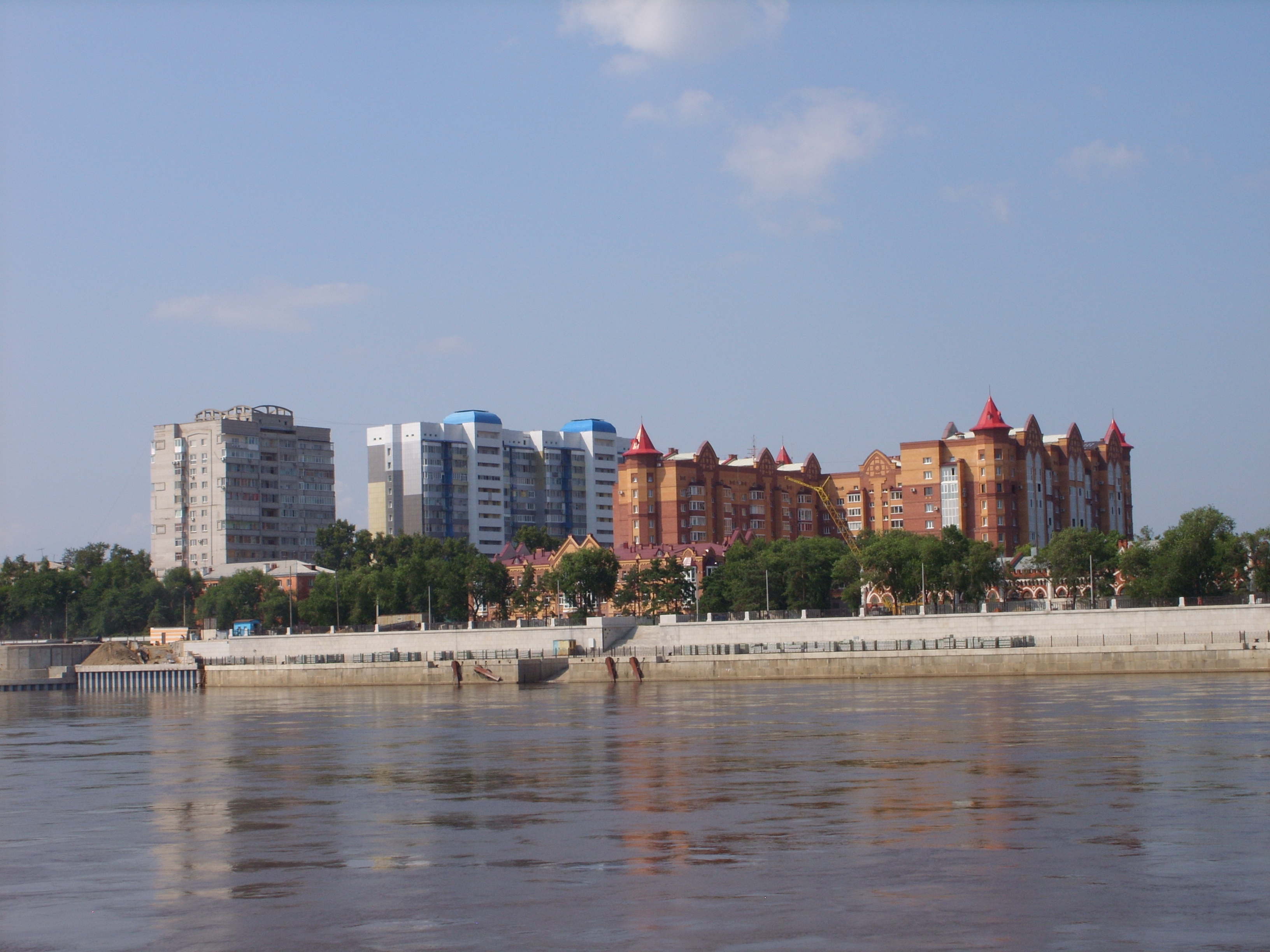
Вид на Благовєщенськ з Амура
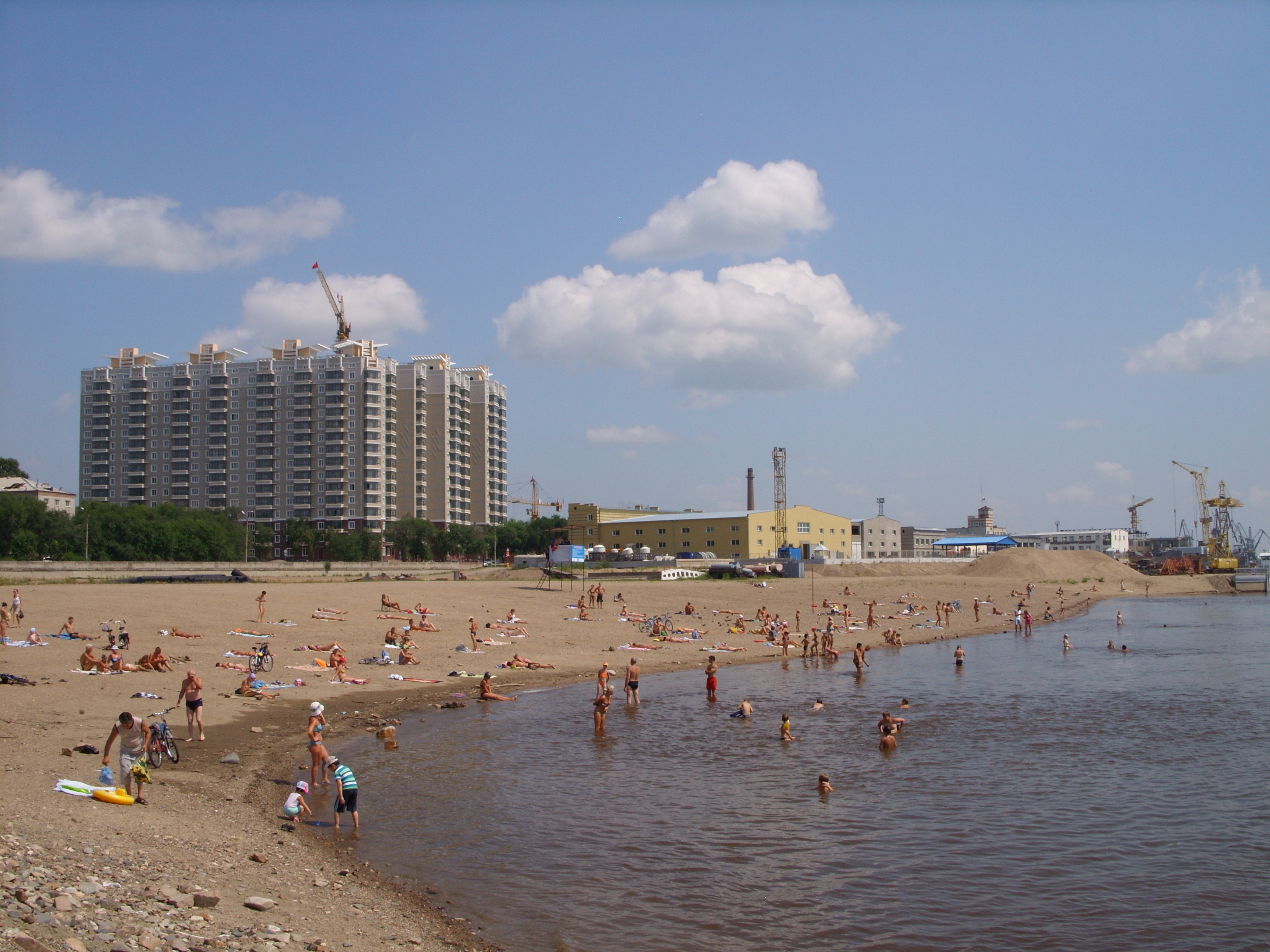
Пляж